# Baptiste Cope
Baptiste Cope (Francia, 2 de septiembre de 2000) es un jugador profesional francés de rugby que se desempeña en la posición de ala cerrado en Castres Olympique, equipo perteneciente a la liga Top 14.

## Carrera
Cope es un jugador de formación francesa (JIFF). Comenzó su carrera deportiva con el equipo Sor Agout XV, en el cual jugó nueve temporadas (2011-2020), después pasó a Castres Olympique, donde lleva jugando cuatro temporadas.